# Armand (filme)
Armand é um filme de suspense e drama de 2024 escrito e dirigido pelo cineasta norueguês Halfdan Ullmann Tøndel, em sua estreia como diretor.
O filme teve sua estreia mundial na seção Un Certain Regard do 77º Festival de Cinema de Cannes em 18 de maio de 2024 e ganhou a Caméra d'Or, que é concedida ao melhor primeiro longa-metragem. Foi lançado nos cinemas da Noruega em 27 de setembro de 2024. Foi escolhido como a entrada norueguesa para Melhor Longa-Metragem Internacional no 97º Oscar.

## Enredo
Após uma suposta briga entre dois meninos de 6 anos, os pais e a equipe da escola são chamados para esclarecer o incidente.

## Elenco
- Renate Reinsve como Elizabeth
- Ellen Dorrit Petersen como Sarah
- Endre Hellestveit como Anders
- Thea Lambrechts Vaulen como Sunna
- Øystein Røger como Jarle
- Vera Veljovic como Ajsa

## Produção
Armand é a estreia na direção de Halfdan Ullmann Tøndel, neto da atriz norueguesa Liv Ullmann e do cineasta sueco Ingmar Bergman. É uma produção da Eye Eye Pictures, que foi lançada em 2022 pelo ex-CEO e produtor da Oslo Pictures, Dyveke Bjørkly Graver e pelo produtor Andrea Berentsen Ottmar, ambos os quais trabalharam no aclamado filme de 2021 de Joachim Trier, Verdens verste menneske. Armand é produzido por Berentsen Ottmar, em coprodução com Keplerfilm (Holanda), One Two Films (Alemanha), Prolaps Produktion (Suécia) e Film i Väst (Suécia). Trier e Bjørkly Graver atuaram como produtores executivos.

## Lançamento
Armand foi selecionado para competir na seção Un Certain Regard no 77º Festival de Cinema de Cannes, onde teve sua estreia mundial em 18 de maio de 2024. O filme fez sua estreia norte-americana no 32º Festival Internacional de Cinema de Hamptons em 5 de outubro de 2024. Também foi selecionado para o MAMI Mumbai Film Festival 2024 na seção World Cinema.
As vendas internacionais são administradas pela Charades. A Norsk Filmdistribusjon lançou o filme nos cinemas da Noruega em 27 de setembro de 2024. Os direitos de distribuição na América do Norte foram adquiridos pela IFC Films em junho de 2024. A Folkets Bio está programada para lançar o filme nos cinemas da Suécia em 25 de outubro de 2024, enquanto a Pandora Film está programada para lançá-lo na Alemanha em 21 de novembro de 2024.